# Road to Rio
 Road to Rio és una pel·lícula estatunidenca dirigida per Norman Z. McLeod, estrenada el 1947.

## Argument
En el carnaval de Nova Orleans, Scat Sweeney i Hot Lips Barton han tingut la desgràcia de provocar un incendi en un circ. Els dos músics jutgen més prudent de posar un continent entre el seu antic patró i ells. S'embarquen cap a Rio de Janeiro. Scat impedeix que una passatgera, l'espaterrant Lucia Maria d'Andrade, es suïcidi. S'enamora. Maria no li agraeix gaire.

## Repartiment
- Bing Crosby: Scat Sweeney
- Bob Hope: Hot Lips Barton
- Dorothy Lamour: Lucia Maria de Andrade
- Gale Sondergaard: Catherine Vail
- Frank Faylen: Harry
- Joseph Vitale: Tony
- George Meeker: Sherman Malley
- Frank Puglia: Rodrigues
- Nestor Paiva: Cardoso
- Robert Barrat: Johnson
- Stanley Andrews: Capità Harmon
- Harry Woods: Purser
- Jerry Colonna: Capità de cavalleria

## Nominacions
- 1948. Oscar a la millor banda sonora per Robert Emmett Dolan